# 暴力装置
暴力装置（ぼうりょくそうち）とは、非合法な犯罪と暴力、他国の攻撃に対処するため、法に則った暴力行使が認められた組織・機関。主に軍隊や警察などを指し、広義にはそれを保持する政府、国家のこと。社会学用語。

## 概説
「暴力装置」という言葉は、政治学や社会学において国家の物理的強制機能を指す用語である。公権力が存在しない状態では、各個人や各集団が安全や秩序のためにある程度の暴力（武力、自衛力、治安維持能力）を保有して自力救済を行うことになるが、その結果として個人や集団間での見解や基準の相違、勢力争い、復讐などから様々な抗争が発生する。トマス・ホッブズはこれを「万人の万人に対する闘争」と呼び、社会契約論により王権を正当化した。公権力が個人や集団の武装を解除し、暴力（武力、自衛力、治安維持能力）を独占し一元管理する事によって、秩序が維持される。
他方で権力による暴力の独占は、非武装の個人や集団に対する決定的な支配構造ともなる。このためアナキズムは権力による支配を否定する。ジョン・ロックは人民の政府に対する抵抗権（革命権）を認め、アメリカ合衆国憲法では人民の武装権が記載された。
自由主義を重視する観点からは、公権力、特に暴力装置の使用は抑制的である必要があるとされる。社会学者のマックス・ヴェーバーは「暴力装置」を欠いた状態で、体制を継続的に維持することは不可能だとし、暴力的装置の独占的所有と行使は、近代国家の特質と定義した。近代国家では、物理的強制力の行使は政府にだけ認められ、他の制度や個人は国家が承認する限りにおいてのみその行使が認められるとした。
計画経済・個人資産の否定を国是とする社会主義国では政府の計画通りに一般国民を動かす必要があるため、暴力装置を用いた弾圧が行われる事がある。

## 理論
「暴力装置」または類似の用語の、著名人による理論、用例には以下がある。

### カール・マルクス
1852年出版の著書『ルイ・ボナパルトのブリュメール18日』の中でカール・マルクスは、ナポレオンの革命によって完成された国家を「装置」（ドイツ語: Maschine）と例えた。。

### ウラジーミル・レーニン
1917年に執筆された著書『国家と革命』の中でウラジーミル・レーニンは「暴力装置」（ただし岩波文庫版の翻訳では「暴力組織」）の用語を使用した。

### マックス・ウェーバー
1919年の講演を記載した著作『職業としての政治』の中で、マックス・ウェーバーは、主権国家とは「合法的な暴力の独占」であるとして、「国家権力（国家暴力）の主な手段」(ドイツ語: Hauptinstrument der Staatsgewalt)との用語を使用した。
なお権力と暴力に対する捉え方においてマックス・ウェーバーはハンナ・アーレントと対比されることも多い。しかし、ウェーバーの政治観を「暴力装置」のみで理解することは一面的に過ぎると指摘されている。ウェーバーの理論では支配の安定は諸々の利害や動機の連関の上に成立するとし、人々が支配を支持するような動機づけ（正当性という）が重要視される。ウェーバーのいう「正当性」とは特定の価値的な立場を意味するものではなく、様々な価値的な立場の多様性（もしくは対立の可能性）を前提に、それにもかかわらず成立するような政治的規範の位相をいうとされている。ウェーバーは正当性のあり方により支配の類型化を行った。

## 日本
日本の事典等での「暴力装置」の説明には以下がある。
2010年11月18日参議院予算委員会にて、民主党政権の内閣官房長官の仙谷由人は、国家公務員と自衛隊員の違いの質問への答弁の中で「暴力装置でもある自衛隊は特段の政治的な中立性が確保されなければならない」と発言し、野党から抗議を受けて直後に発言を撤回し、謝罪した。
仙谷氏は同年10月に参議院で問責決議が可決され、2011年1月の内閣改造で官房長官を交代し、党代表代行に回った。
また2010年12月3日の閣議で菅直人内閣は、質問主意書に対して「憲法の下で認められた、自衛のための実力組織である自衛隊を表現する言葉としては不適切だ」との内容を含む答弁書を決定した。
この「暴力装置」発言に対して、自由民主党の谷垣禎一総裁は「命がけで日本の国土を守る現場の自衛官に対する冒涜であると言わざるを得ない」「そういう露悪的な表現」「政権の中心にいらっしゃる方がそういう表現を使うことは、あまりにも不適切であると思います」と批判した。一方、佐藤優は著作の中で「マスメディアは本当にレベルの低い議論をしている」「軍隊を含め、国家権力は暴力装置だと、ごく当たり前の話を理解していない」と述べた。石破茂は講演で「『仙谷さんという人はちゃんとマックス・ウェーバーを読んでるんだ』と思って、内心すごく尊敬をしたことを覚えております」と語った。